# Ravine de Takamaka
La Ravine de Takamaka est une ravine française de l'île de La Réunion, département d'outre-mer dans le sud-ouest de l'océan Indien. Intermittent, le cours d'eau auquel elle sert de lit coule d'ouest en est sur le territoire communal de Saint-Philippe avant de se jeter dans l'océan Indien. Elle a été partiellement comblée en 1986 par une coulée de lave du Piton de la Fournaise émise durant une éruption volcanique hors-Enclos.